# Stema Zalăului

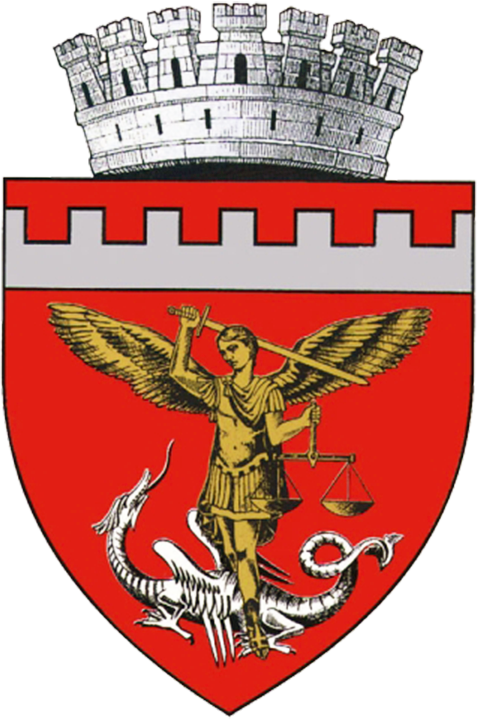
Stema municipiului Zalău

Stema Zalăului se compune dintr-un scut roșu, pe care este reprezentat Arhanghelul Mihail ținând în mâna dreaptă o sabie de aur, cu care lovește un balaur negru, pe care îl calcă cu picioarele. În mâna stângă arhanghelul Mihail poartă o balanță de aur, cu talgerele în echilibru.  
În stema oficială actuală, adoptată în 2001, a fost adăugat în șef, pe fond roșu, un brâu crenelat de argint, care sugerează șapte turnuri, aflate sub celelalte șapte turnuri de deasupra stemei. Această inovație a fost considerată de profesorul Nicolae Gudea un kitsch.

## Istoric
Cea mai veche reprezentare a stemei Zalăului datează din anul 1569 și se află în actuala biserică reformată din Zalău, inițial cu hramul Sf. Mihail.

## Steme similare
Steme similare cu cea a Zalăului au orașele Bruxelles, Biała Podlaska, Neufchâteau, regiunea italiană Capitanata etc.
